# Automolis flavicincta
Automolis flavicincta là một loài bướm đêm thuộc phân họ Arctiinae, họ Erebidae.